# Berwyn (Illinois)
Berwyn é uma cidade localizada no estado americano de Illinois, no Condado de Cook.

## Demografia
Segundo o censo americano de 2000, a sua população era de 54.016 habitantes.
Em 2006, foi estimada uma população de 50.820, um decréscimo de 3196 (-5.9%).

## Geografia
De acordo com o United States Census Bureau tem uma área de 10,1 km², dos quais 10,1 km² cobertos por terra e 0,0 km² cobertos por água. Berwyn localiza-se a aproximadamente 184 m acima do nível do mar.

## Localidades na vizinhança
O diagrama seguinte representa as localidades num raio de 4 km ao redor de Berwyn. 

## Curiosidades
- Berwyn é famosa pela escultura Spindle,[5] localizada no centro comercial Cermak Plaza, entre outros trabalhos de arte.
- Na área da Chicagoland, Berwyn  é provavelmente melhor conhecida pela exclamação de "BERWYN!" no programa televisivo produzido localmente chamado Svengoolie.
- Berwyn foi  terra natal de Jim Peterik, que fundou a banda musical The Ides of March e co-fundador da banda Survivor.
- Berwyn é uma comunidade diversa com maior número de lares na parte sul, na parte norte da cidade existem algumas casas típicas bengalós na parte norte da cidade junto da e rua Roosevelt e da rua Cermak.